# Biagio Antonacci
Biagio Antonacci (Milán, 12 de marzo de 1963) es un cantante y compositor italiano.
Creció en Rozzano, en la periferia de Milán. Cuando estudiaba la secundaria con sus amigos Marco, Mauro y Massimo formaron su primera banda llamada los Falchi Junior donde tocaba la batería. Participó en 1988, entre las nuevas propuestas, en la 38va. edición del Festival di San Remo con la canción «Voglio vivere in un attimo» (quiero vivir en un momento). Obtiene su primer contrato discográfico y en 1989 publica su primer álbum, Sono cose che capitano (son cosas que pasan), que no pasa desapercibido gracias a la canción «Fiori» (Flores). Realizó una interpretación con Laura Pausini en el concierto Grandes Éxitos en París. La canción utilizada por Antonacci fue «Tra Te e il mare» ('Entre tú y el mar'), más conocida como «Entre tú y mil mares», que entusiasmó al público y a los intérpretes.

## Discografía

### Álbumes de estudio
- 1989 - Sono cose che capitano
- 1991 - Adagio Biagio
- 1992 - Liberatemi
- 1994 - Biagio Antonacci
- 1996 - Il mucchio
- 1998 - Mi fai stare bene
- 2001 - 9 novembre 2001
- 2004 - Convivendo - Parte I
- 2005 - Convivendo - Parte II
- 2007 - Vicky Love
- 2010 - Inaspettata
- 2012 - Sapessi dire no
- 2014 - L'amore comporta
- 2017 - dediche e manie
- 2019 - Chiaramente visibili dallo spazio

### Álbumes recopilatorios
- 1993 - Non so più a chi credere
- 1998 - Biagio 1988-1998
- 2000 - Tra le mie canzoni
- 2008 - Il cielo ha una porta sola
- 2008 - Best of Biagio Antonacci 1989 - 2000
- 2008 - Best of Biagio Antonacci 2001 - 2007
- 2010 - Canzoni D'Amore